# Deorro
Deorro, artiestennaam van Erick Orrosquieta (Los Angeles, 30 augustus 1991) is een Amerikaanse dj en producer.
Deorro maakte al muziek vanaf 2005, maar brak pas echt door in 2015 na een samenwerking met Chris Brown voor de single Five More Hours. In 2016 scoorde hij een hit met Elvis Crespo.

## Discografie

### Singles
| Single met eventuele hitnotering(en) in de Nederlandse Top 40 | Datum van verschijnen | Datum van binnenkomst | Hoogste positie | Aantal weken | Opmerkingen                                                |
| ------------------------------------------------------------- | --------------------- | --------------------- | --------------- | ------------ | ---------------------------------------------------------- |
| Yee                                                           | 2013                  | 09-11-2013            | 29              | 3            | Nr. 37 in de Single Top 10                                 |
| Five Hours                                                    | 2014                  | 12-07-2014            | 34              | 3            | Nr. 68 in de Single Top 10                                 |
| Five More Hours                                               | 2015                  | -                     |                 |              | met Chris Brown / Nr. 34 in de Single Top 10               |
| Bailar                                                        | 2016                  | 25-06-2016            | 3               | 19           | met Elvis Crespo / Alarmschijf / Nr. 3 in de Single Top 10 |

| Single met hitnotering(en) in de Vlaamse Ultratop 50 | Datum van verschijnen | Datum van binnenkomst | Hoogste positie | Aantal weken | Opmerkingen            |
| ---------------------------------------------------- | --------------------- | --------------------- | --------------- | ------------ | ---------------------- |
| Yee                                                  | 2013                  | 09-11-2013            | tip68           |              |                        |
| Flashlight                                           | 2014                  | 19-04-2014            | tip54           |              | met R3hab              |
| Freak                                                | 2014                  | 09-08-2014            | tip68           |              | Met Diplo & Steve Aoki |
| Five Hours                                           | 2014                  | 09-08-2014            | 36              | 6            |                        |
| Five More Hours                                      | 2015                  | 25-04-2015            | 13              | 13           | met Chris Brown        |
| Bailar                                               | 2016                  | 11-06-2016            | 14              | 16           | met Elvis Crespo       |

- Library of Congress Control Number: no2015024532
- MusicBrainz: 724ffc08-6987-40b0-b107-03bb95a82b80
- Virtual International Authority File: 315181807
- WorldCat: E39PBJjt9mcwhWBRYHYVWdm68C